# Selbu
Selbu est une commune norvégienne située dans le comté de Trøndelag, dont le centre administratif est le village de Mebonden. Elle fait partie de la région du Stjørdalen.

## Géographie
La commune s'étend sur 1 234,85 km2 dans le sud-est du comté. Son territoire est traversé par les rivières Nea et Rotla et culmine à 1 441 m au Fongen situé à l'intérieur du parc national de Skarvan et Roltdalen.
Elle comprend les villages de Mebonden, Flora, Fossan, Hyttbakken, Innbygda, Selbustrand, Trøa, Tømra, et Vikvarvet.

## Rose de Selbu à huit branches
Selbu est devenue célèbre en Norvège et, par le biais du tourisme et des sports d'hiver, partout dans le monde, grâce au motif de tricot norvégien que l'on appelle généralement la « rose de Selbu », (en) Selburose. Il s'agit d'une rose étoilée qui est d'ailleurs visible sur le blason de la commune : « d'argent à trois roses étoilées posé 2 et 1 ».

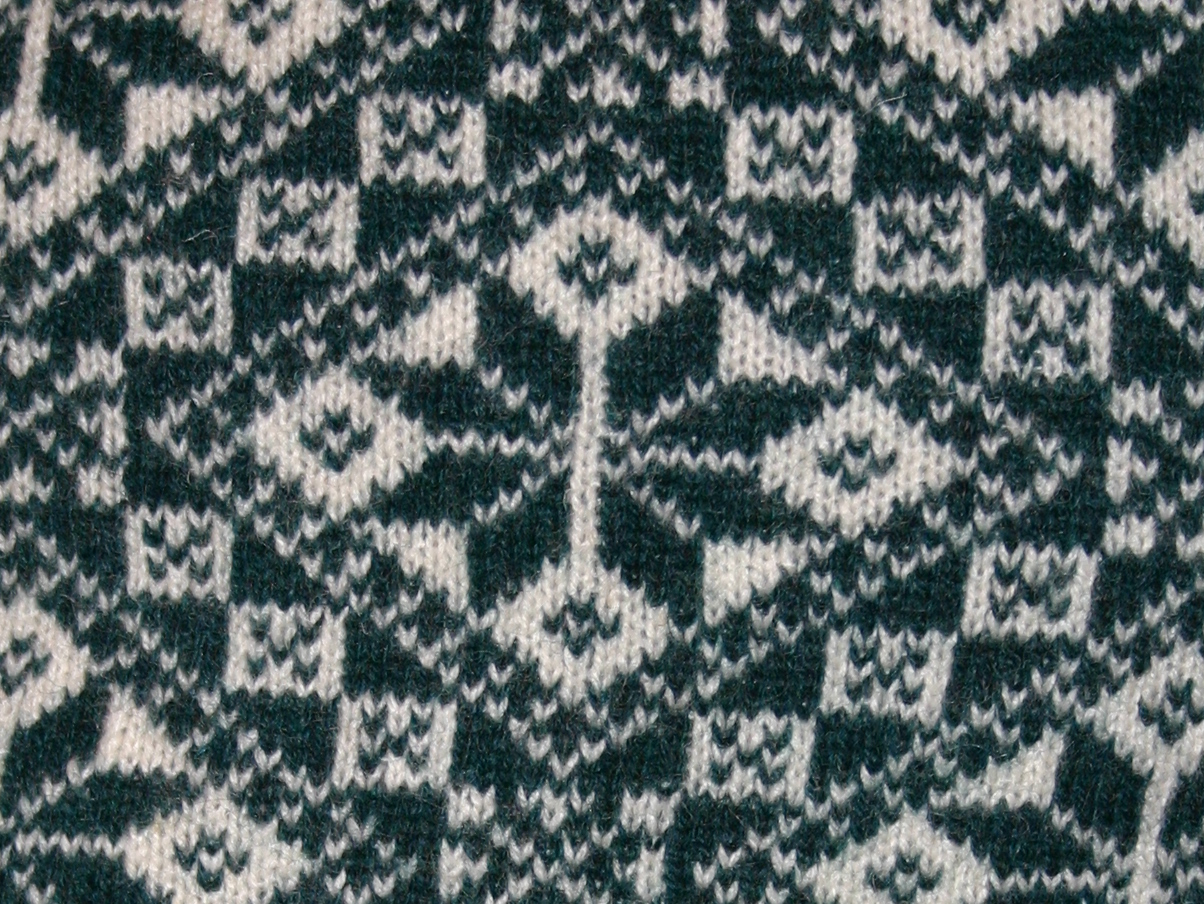
Gros plan sur une rose dite de Selbu dans un tricot norvégien.

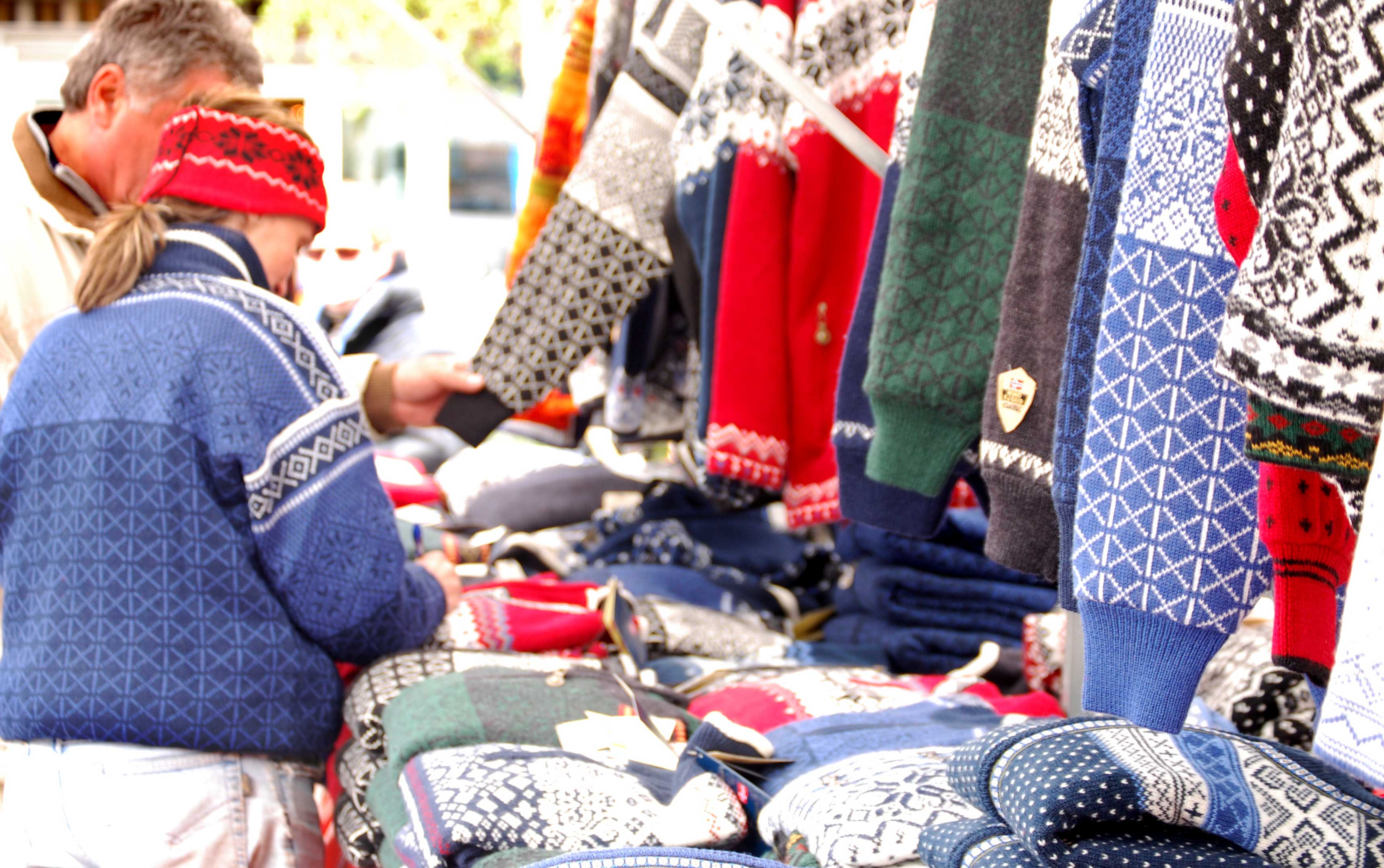
Stand de tricots norvégiens traditionnels sur la place du marché de Tromsø en 2010.

Les moufles de Selbu sont tricotées en deux couleurs différentes, généralement en noir et blanc ou rouge et blanc. Elles remontent au XIXe siècle même si cette technique de tricotage était déjà connue en Scandinavie avant que le motif de l'étoile à huit branches typique de Selbu ne s'impose comme un motif national en Norvège. Il est à la fois plébiscité par les touristes internationaux qui l'identifient à ce pays et exploité par la Norvège qui sait s'en servir comme référence culturelle efficace dans les stratégies de marketing et de vente pour les boutiques de produits connotés « norvégiens » dans l'habillement ou les produits dérivés de l'industrie du tourisme. La plus connue de ces marques de vêtements est Dale of Norway : elle dessine et fabrique chaque année depuis 1956 le pull officiel de l'équipe nationale de ski alpin pour les Jeux olympiques et les championnats du monde.
L'histoire remonte à l'hiver de l'année 1857 ; Marit Gulseth, âgée de seize ans, se rendit à l'office religieux avec ses deux sœurs. Elles portaient des moufles avec des roses étoilées à huit pointes, confectionnées par Marit. Les gants ont fait sensation et très vite, le motif de Marit est devenu populaire et s’est rapidement répandu d’une ferme à l’autre puis dans toute la région montagneuse.
Les autres femmes s'inspirèrent du motif étoilé et se mirent également à créer leur propre motif. C'est pour cette raison que les variantes et les nouveaux motifs portent souvent des noms de fermes ou de personnes locales : la rose Kallarstrø, la rose Heggset, la rose Emstad, etc.
Le tricot artisanal de Selbu se répandit dans tout le pays au début du XXe siècle et commença à s'exporter partout en Europe, en Amérique et au Canada, notamment après les premiers succès des skieurs norvégiens portant des pullovers de style Selbu comme Stein Eriksen ou grâce à la promotion que fit indirectement la famille royale norvégienne en portant des pullovers ou des gilets avec des motifs Selbu ou Marius (du pilote et alpiniste Marius Eriksen Jr., frère du skieur) ou (en) Lusekofte. Ce fut par exemple le cas du roi de Norvège Harald V. Le cinéma contribua également à faire connaître les motifs de tricot rural traditionnel dans le monde,; le film le plus cité qui fait figure de pionnier dans cette promotion du style norvégien est Troll i Ord de Jon Lennart Mjøen en 1954. Des artistes comme la designer Unn Søiland Dale ont contribué à la vulgarisation du motif norvégien Selbu à l'international. Dale est notamment considérée comme l'ambassadrice du tricot norvégien dans le monde puisqu'elle travailla par exemple entre autres pour Christian Dior ou Hubert de Givenchy.
Aujourd'hui, les gants vendus dans le commerce sont standardisés et produits de manière industrielle alors qu'à l'origine les produits tricotés de Selbu étaient écoulés par des coopératives. Les boutiques de souvenirs s'emparent du motif mais les marques de prêt-à-porter plus ou moins distinguées ne sont pas en reste.

## Personnes célèbres
- Berit Aunli (1956-), ancienne fondeuse
- Belle Gunness (1859-1908), tueuse en série
- Grete Ingeborg Nykkelmo (1961-), ancienne fondeuse et biathlète
- Hans Olav Sørensen (1942-), ancien sauteur à ski.

## Référence
1. 1 2 3 4  (en + no) Ole Morten Balstad (dir.), « Selbu knitting and the Selbu mitten » [PDF], sur Selbu Bygdemuseum, Commune de Selbu, 2019.
2. ↑  (en) « IOC Signs Licensing Agreement with Dale of Norway », olympic.org (consulté le 1er juillet 2017)
3. ↑  (en) Anette Broteng Christiansen, « The Story of the Selbu Mitten- Selbuvotten », ThorNews, Supplier of Norwegian Culture,‎ 6 septembre 2012.
4. 1 2 3  (no) « Film, intriger og nasjonalfarger : Historien om Mariusgenser » [« Cinéma, intrigues et couleurs nationales »], 17 avril 2014.
5. ↑  (en)  Page de Wikipédia en norvégien sur le pull de style Marius.
6. ↑  « Troll i Ord » (présentation de l'œuvre), sur l'Internet Movie Database.
7. ↑  « Jon Lennart Mjøen » (présentation), sur l'Internet Movie Database.
8. ↑  (no) Rie Bistrup, « Vår strikkende ambassadør » [« Notre ambassadrice du tricot »], Aftenposten,‎ 17 janvier 1981, p. 8–10.